# 8601-es mellékút (Magyarország)
A 8601-es számú mellékút egy nagyjából 17 kilométer hosszú, négy számjegyű országos közút Győr-Moson-Sopron vármegye területén; a 86-os főút szilsárkányi szakaszától húzódik Kapuvárig.

## Nyomvonala
Szilsárkány északi külterületei között ágazik ki a 86-os főútból, annak a 143+800-as kilométerszelvénye táján lévő körforgalmú csomópontjából, észak-északnyugat felé. Kilométer-számozása itt, a lekérdezés időpontjában a 490-es méterszelvénytől indul, eszerint korábban – az M86-os autóút forgalomba helyezése előtt – szintén a 86-os főútból ágazott ki, de nagyjából fél kilométerrel délebbre.
Kevéssel az első kilométere után, szintben, nyílt vágányi szakaszon keresztezi a Hegyeshalom–Porpác-vasútvonal vágányait, majd 1,6 kilométer után átlép Bogyoszló területére. Nagyjából az ötödik kilométerét elérve lép be a település belterületére, ahol a Fő utca nevet viseli. 5,4 kilométer után találkozik a 8604-es úttal; a központban egy rövid, alig 400 méternyi közös szakaszuk következik, majd a 8601-es újból nyugatnak fordul, még ott is Fő utca néven.
6,3 kilométer után lép ki a belterületről, majd a 8+200-as kilométerszelvényénél keresztezi a 8603-as utat, amely ott kevéssel a 6. kilométere előtt jár. 9,3 kilométer után – felüljárón, csomópont nélkül – keresztezi az M85-ös autóút nyomvonalát, majd 9,5 kilométer után Szárföld területére ér. Lakott területeket ott nemigen érint, s a 11. kilométerénél már Babót határai közt folytatódik.
Babót lakott területét 13,4 kilométer után éri el, ott az Erdő sor nevet viseli. A 14. kilométere után találkozik a 8516-os úttal; a központban mintegy 200 méternyi közös szakaszuk van, Ady Endre utca néven, de azt követően újra szétválnak, s a 8601-es északnyugat felé folytatódik, Fő utca néven. A központ északi részén kiágazik belőle a 86 131-es számú mellékút, mely a 85-ös főúttal köti össze a települést; onnét nyugatnak folytatódik, és 15,1 kilométer után el is hagyja a község házait. 16,3 kilométer után éri el Kapuvár déli szélét, ahol a Babóti sor nevet veszi fel; így is ér véget, beletorkollva a 8611-es útba, annak 1+850-es kilométerszelvénye táján.
Teljes hossza, az országos közutak térképes nyilvántartását szolgáló kira.gov.hu adatbázisa szerint 16,993 kilométer.

## Települések az út mentén
- (Szilsárkány)
- Bogyoszló
- (Szárföld)
- Babót
- Kapuvár

## Jellemzői
Burkolatának minősége sajnálatosan erősen kifogásolható. A szilsárkányi csomóponttól kezdődően egészen a Cankó 2000 Kft. bogyoszlói telephelyéig szinte csak egysávos útként használható, az út széle, padkája jelentősen leromlott. Bogyoszló településen és a 8603-as út kereszteződéséig jobb állapotban van és kétsávos útként üzemel, több apró hibával. Az M85-ös autóút feletti felüljáróig húzódó és az azt követő útszakasz ugyancsak rettenetes állapotban van. A Babótra vezető szakaszon szintén csak egy sávon lehet közlekedni, mert az út széle leromlott állapotban van, hatalmas gödrökkel, burkolat nélkül. A Babót és Kapuvár közötti szakasz már kétsávos szakaszként, kisebb hibákkal járható.

## Balesetek
Szilsárkány-Bogyoszló vasúti átjáró:
- 2003.10.01. | Vonat elé hajtott, nincs sérülés
- 2004.07.01. | Vonat elé hajtott, kirepült életveszélyes állapot, 1 halott
- 2009.01.25.[halott link] | Vonat elé hajtott az autó, ketten meghaltak
- 2012.01.25. Archiválva 2020. augusztus 5-i dátummal a Wayback Machine-ben | Vonat elé hajtott az autó, ketten meghaltak, 1 fő súlyosan sérült

## Képgaléria

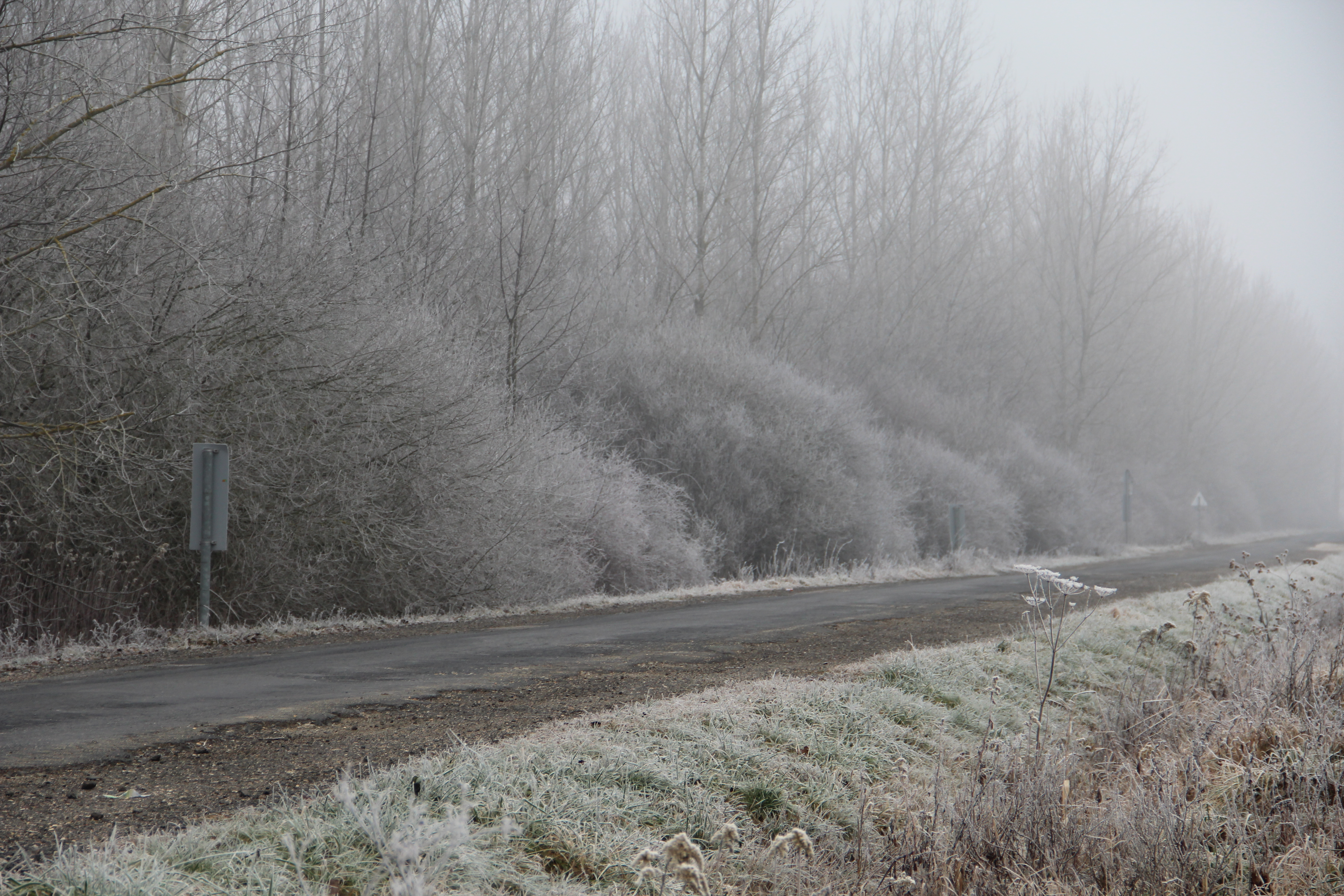
Az út egyik külterületi szakasza télen
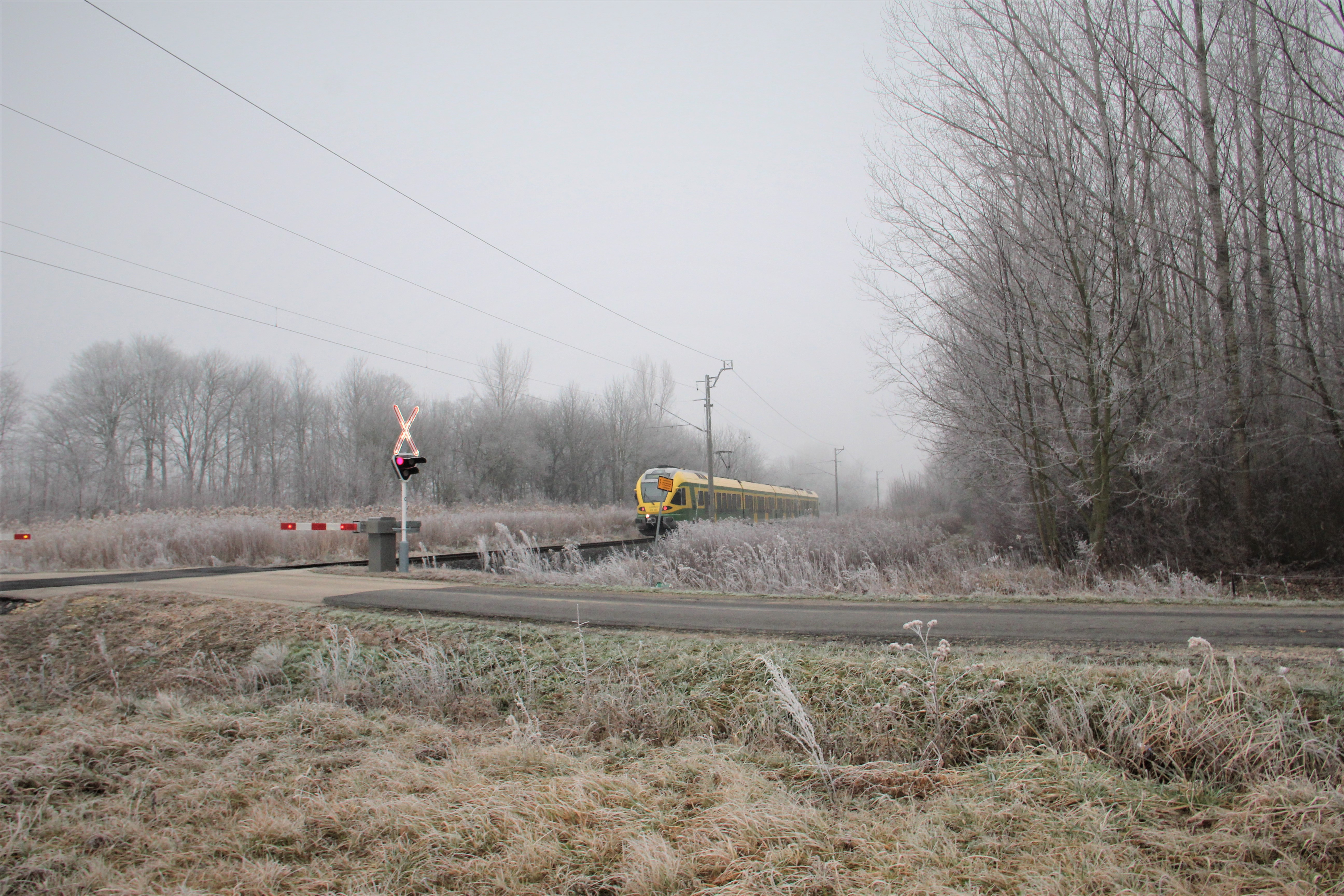
8601-es út vasúti átjáró
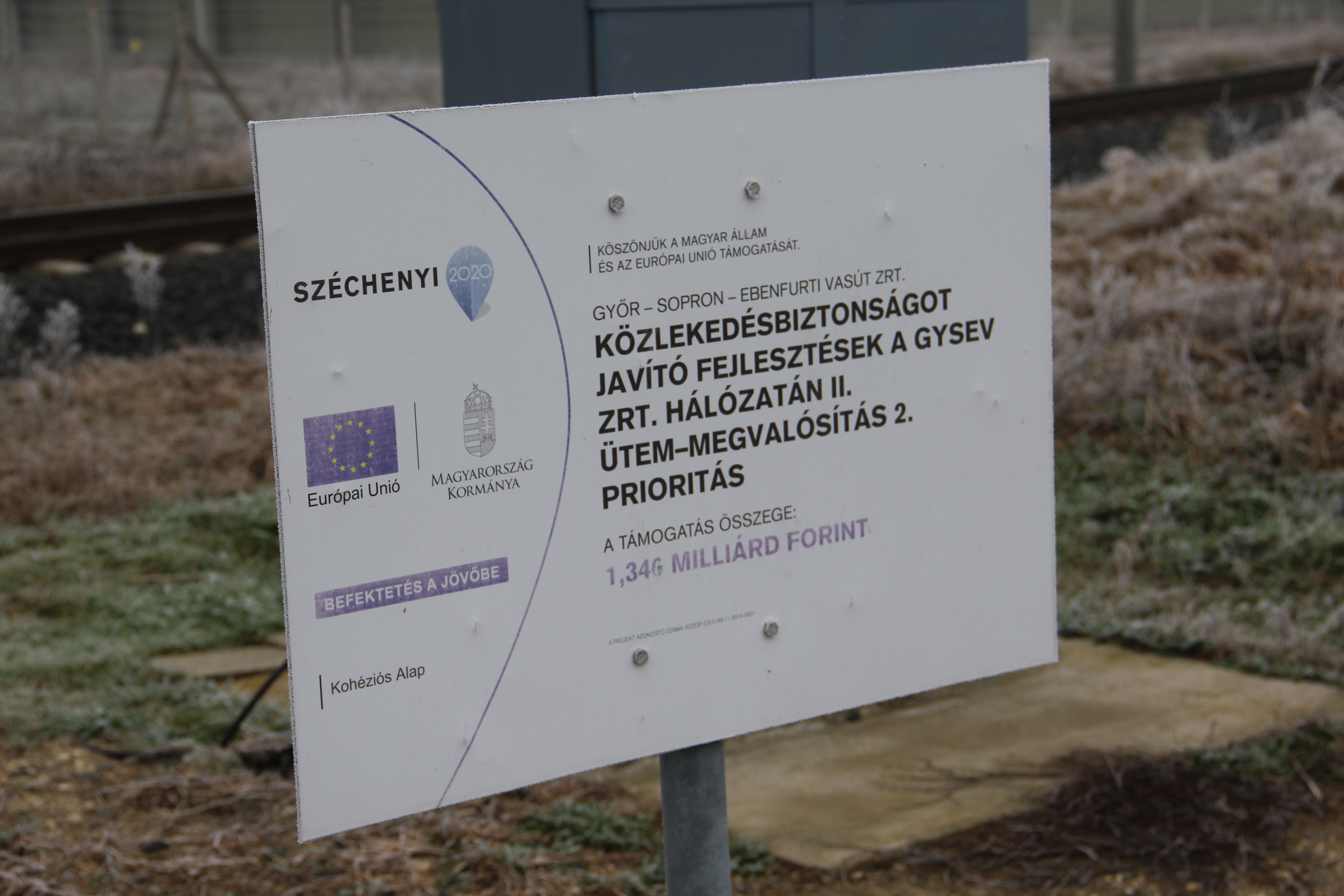
8601-es út vasúti átjáró fejlesztése